# Лонгройва
Лонгройва (порт. Longroiva) — район (фрегезия) в Португалии, входит в округ Гуарда. Является составной частью муниципалитета Меда. По старому административному делению входил в провинцию Бейра-Алта. Входит в экономико-статистический субрегион Бейра-Интериор-Норте, который входит в Центральный регион. Население составляет 416 человек на 2001 год. Занимает площадь 41,22 км².
Покровителем района считается Дева Мария (порт. Nossa Senhora do Torrão).